# أرون شوري
أرون شوري (بالإنجليزية: Arun Shourie)‏ (مواليد 2 نوفمبر 1941) هو عالم اقتصاد ومؤلف وسياسي هندي.

## وصلات خارجية
- الموقع الرسمي